# Colla netrix
Colla netrix är en fjärilsart som beskrevs av Stoll 1789. Colla netrix ingår i släktet Colla och familjen silkesspinnare. Inga underarter finns listade i Catalogue of Life.

## Bildgalleri

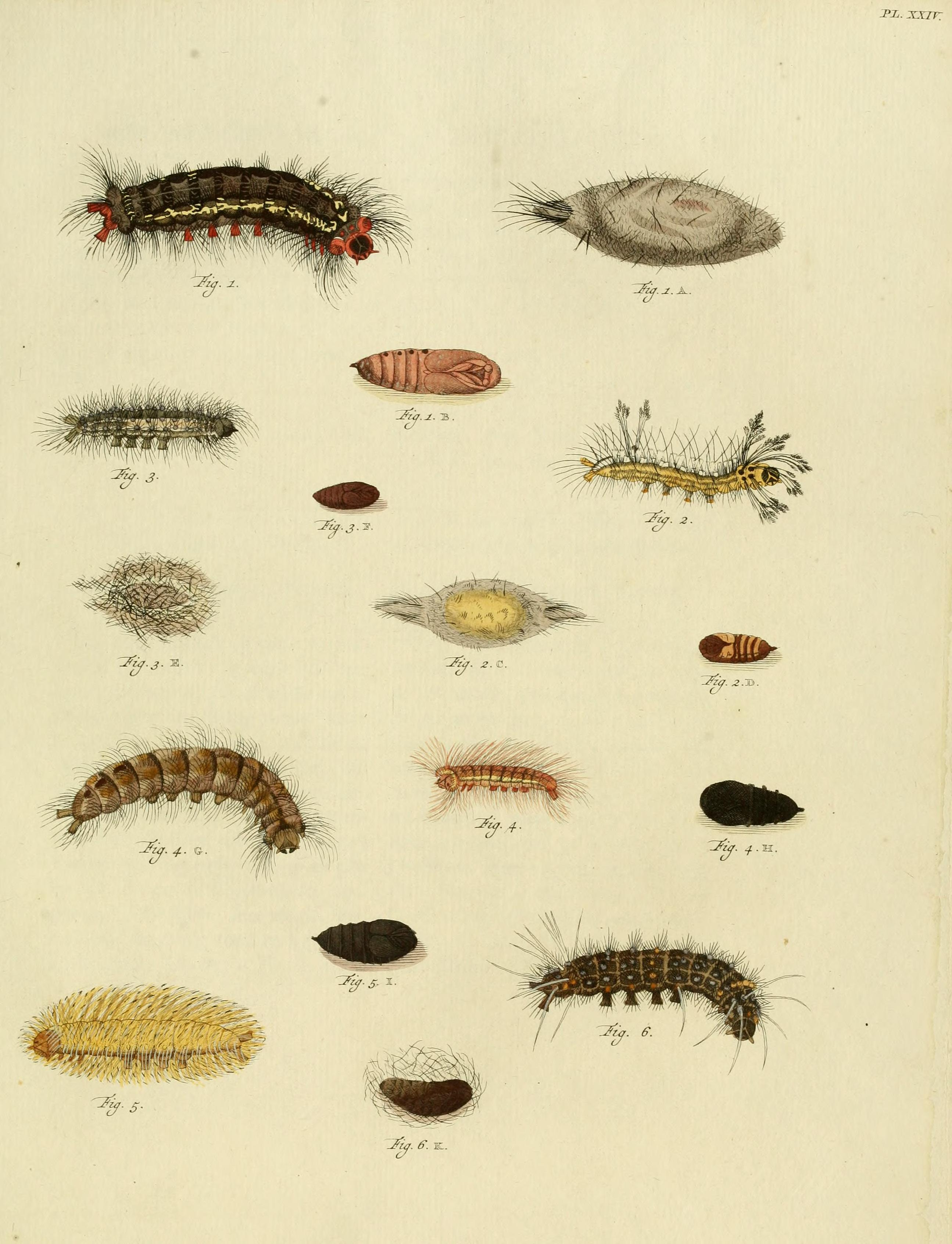
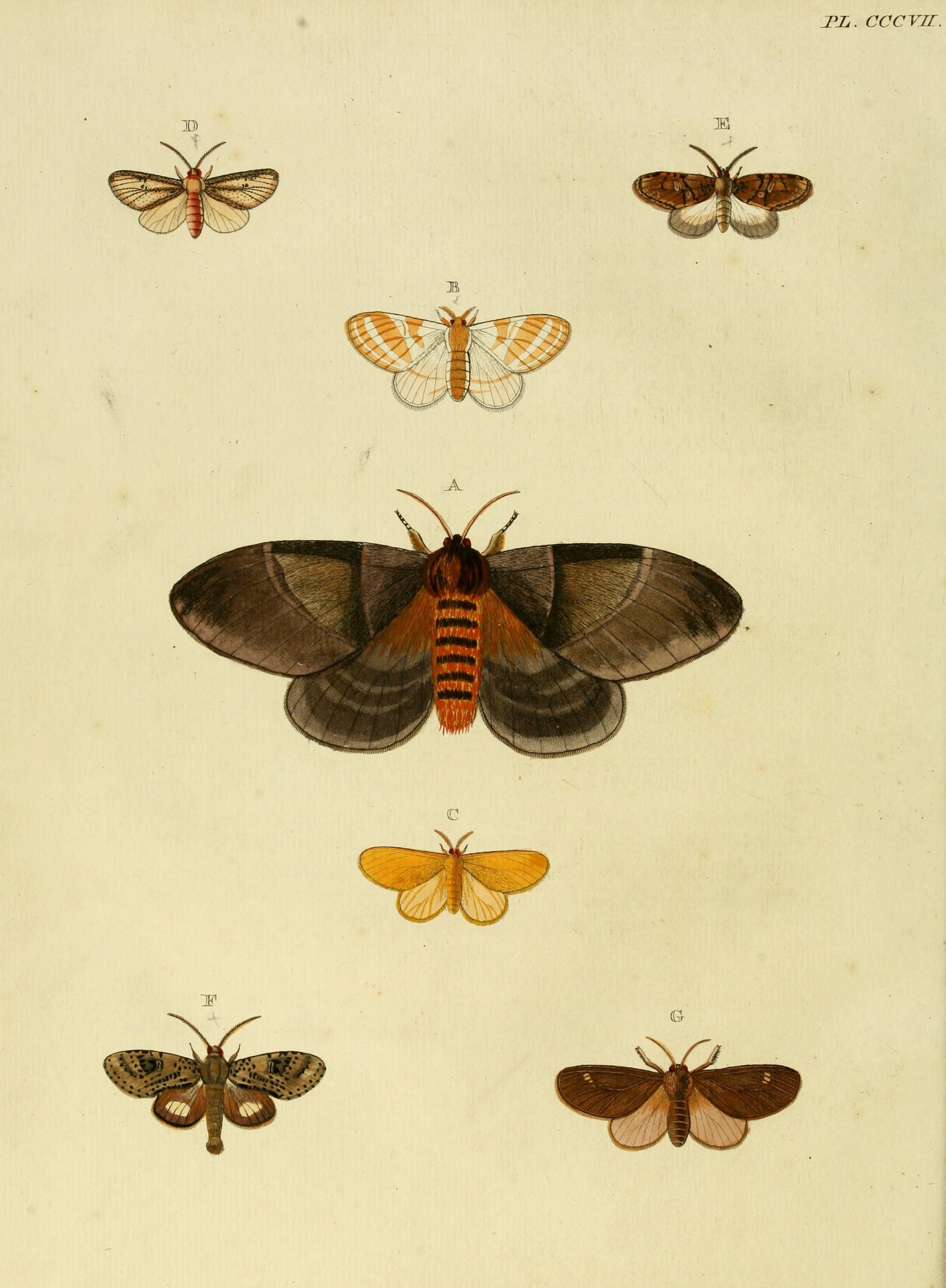